# ميثوديوس الأول
البطريرك ميثوديوس الأول (1771 - 1850)
بطريرك أنطاكية وسائر المشرق للروم الأرثوذكس وخليفة بطرس وبولس لكنيسة أنطاكية الأرثوذكسية، لا يُعرف سوى القليل جداً من المعلومات عن حياته.

## حياته
ولد البطريرك ميثوديوس عام 1771 في جزيرة ناكسوس اليونانية، لم يتلقَّ تعليماً روحياً منهجياً لكنه تميز بالحصافة والتقوى الأرثوذكسية. تم انتخابه بطريرك أنطاكية عام 1823.
وفي عام 1826 تم سجنه بأوامر من السلطان العثماني محمود الثاني ولم يفرج عنه إلا في عيد الفصح، وبعد ذلك تم احتجازه مرة أخرى. في أيار من عام 1848 قام بالتوقيع مع كل من بطاركة القسطنطينية والقدس والإسكندرية على رسالة ترد على رسالة البابا بيوس التاسع المسمّاة رسالة إلى الشرق.